# Jobst von Dewitz

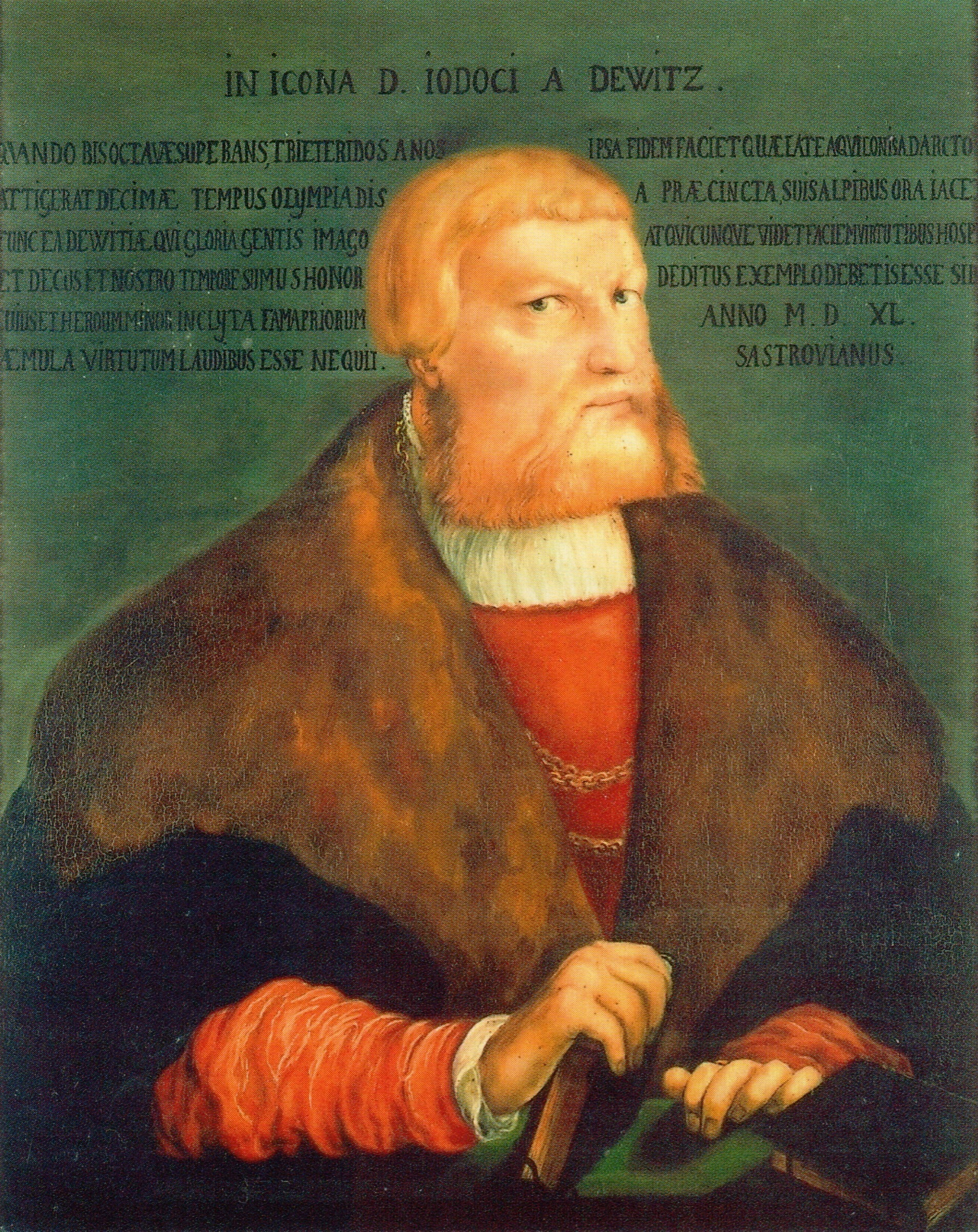
Jobst von Dewitz (1491–1542)

Jobst von Dewitz, auch Jobst I. (* 1491 in Daber; † 20. Februar 1542 in Wolgast), war herzoglicher Rat und Kanzler in Pommern-Wolgast.

## Leben

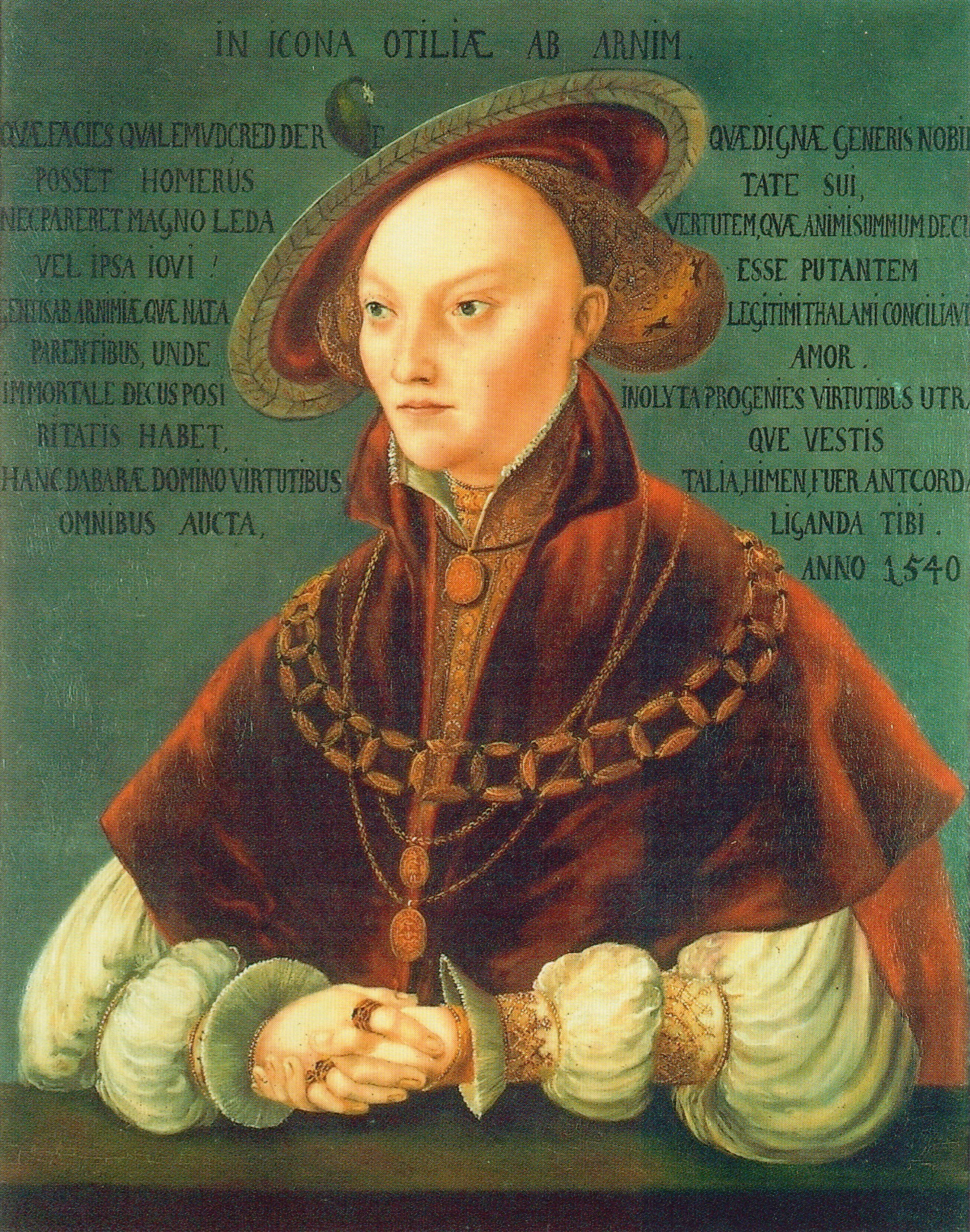
Ottilie von Arnim

Jobst von Dewitz (Nr. 129 der Geschlechtszählung), der unter anderem in Bologna Jura studiert hatte, kam schon in jungen Jahren an den Hof der pommerschen Herzöge, wo bereits sein Vater Rat bei Bogislaw X. gewesen war. Jobst hatte 1524 Martin Luther in Wittenberg persönlich kennengelernt und bemühte sich seitdem um die Durchsetzung der Reformation in Pommern. Als es 1525 in Stolp nach dem Auftreten von  Johannes Amandus zu Unruhen kam, konnte er als Berater Herzog Georg I. ein Verbot der reformatorischen Bewegung verhindern.
1529 begleitete er Georg I. zum Reichstag nach Speyer, auf dem die Reichsstandschaft Pommerns und die Erbfolge Brandenburgs für den Fall des Aussterbens der Greifenherzöge bestätigt wurden. 1532 hatte er das Amt des Schlosshauptmanns von Wolgast inne und unterstützte den jungen Herzog Philipp I. von Pommern-Wolgast bei der Erbteilung Pommerns. Zusammen mit dem stettinschen Kanzler Bartholomäus Swawe war er maßgeblich an der Einberufung des Landtags von Treptow an der Rega 1534 beteiligt. Ziel des Landtags war die Entscheidung Pommerns für den Protestantismus durchzusetzen. Neben religiösen Konflikten war die Zukunft der kirchlichen Besitzungen die wichtigste Frage. Die herzoglichen Räte thematisierten  den Einfluss der Herzöge auf die Güter und die Organisation der Kirche.
Nachdem die Einführung der Reformation in Pommern trotz der Widerstände  des Bistums Cammin und des Landadels beschlossen wurde, begleitete Jobst von Dewitz 1535 den Reformator Johannes Bugenhagen bei den Visitationen der einzelnen Kirchen um die praktische Durchführung der Reformation zu sichern. Die Säkularisation der Klöster rief den Widerspruch König Ferdinand I. hervor und auch das Reichskammergericht forderte im Namen Kaiser Karls V. die vollständige Rückgängigmachung der Reformation in Pommern. Um sich gegen das drohende Eingreifen der Reichsgewalt zu schützen, trat Pommern dem Schmalkaldischen Bund bei. Die Verhandlungen dazu wurden im August 1535 mit dem Kurfürstentum Sachsen durch Dewitz, Swawe und Bugenhagen geführt. Zur Festigung des Bündnisses wurde gleichzeitig die Heirat Philipp I. mit Maria von Sachsen vereinbart.
1538 ließ Dewitz in Daber ein Schloss errichten, das Ähnlichkeit mit dem Südflügel des Stettiner Schlosses hatte. Dieses, weitere Liegenschaften und Wertsachen übertrug er am 29. Juli 1538 seiner Frau. 1539 war Dewitz neben Bugenhagen maßgeblich an der Wiedereröffnung der Universität Greifswald beteiligt. Nach seinem Tode am 20. Februar 1542 wurde Jobst von Dewitz in der fürstlichen Gruft in Wolgast beigesetzt.

## Nachkommen
Jobst von Dewitz war verheiratet mit Ottilie von Arnim († 25. Juni 1576 in Daber) aus dem Hause Gerswalde und hatte mit ihr einen Sohn Bernd (1532–1584) und die zwei Töchter Hippolyta (vor 1545–1592) und Ursula (1542–1624).